# スティーブン・ジラード
スティーブン・ジラード（英:Stephen Girard, 1750年5月20日 - 1831年12月26日）は、アメリカ合衆国で活動した実業家。フランスからの移民。
三角貿易（銃・奴隷・砂糖）や海運業、銀行業で、総資産推定1050億ドル（約11兆円）の財を成したアメリカ史上屈指の資産家。

## 経歴
貧しい家に生まれ、幼いときに片目を失明するハンディを負った。1769年にアメリカのフィラデルフィアに移住した後、貿易で身を立て財を成す。守銭奴と蔑まれることもあったが、1793年にフィラデルフィアで黄熱病が大流行した際には、避病院を建設するとともに、市中に放置された遺体を自ら担いで搬送する篤志家の側面も見せた。また、1812年に発生した英米戦争後、アメリカ政府が膨大な負債を抱え破産の危機に瀕した際には、個人資産で債権を買い上げて救国の英雄となった。子供がいなかったため、死後、多額の遺産は遺言により教育機関、社会福祉団体などへ寄付された。